# Matrioska
Matrioska est un groupe italien de ska punk, originaire de Milan. Il est considéré comme un des plus grands groupes de ska italien. Formé en décembre 1996, il est révélé par le morceau La Domenica mattina en 2002.

## Histoire

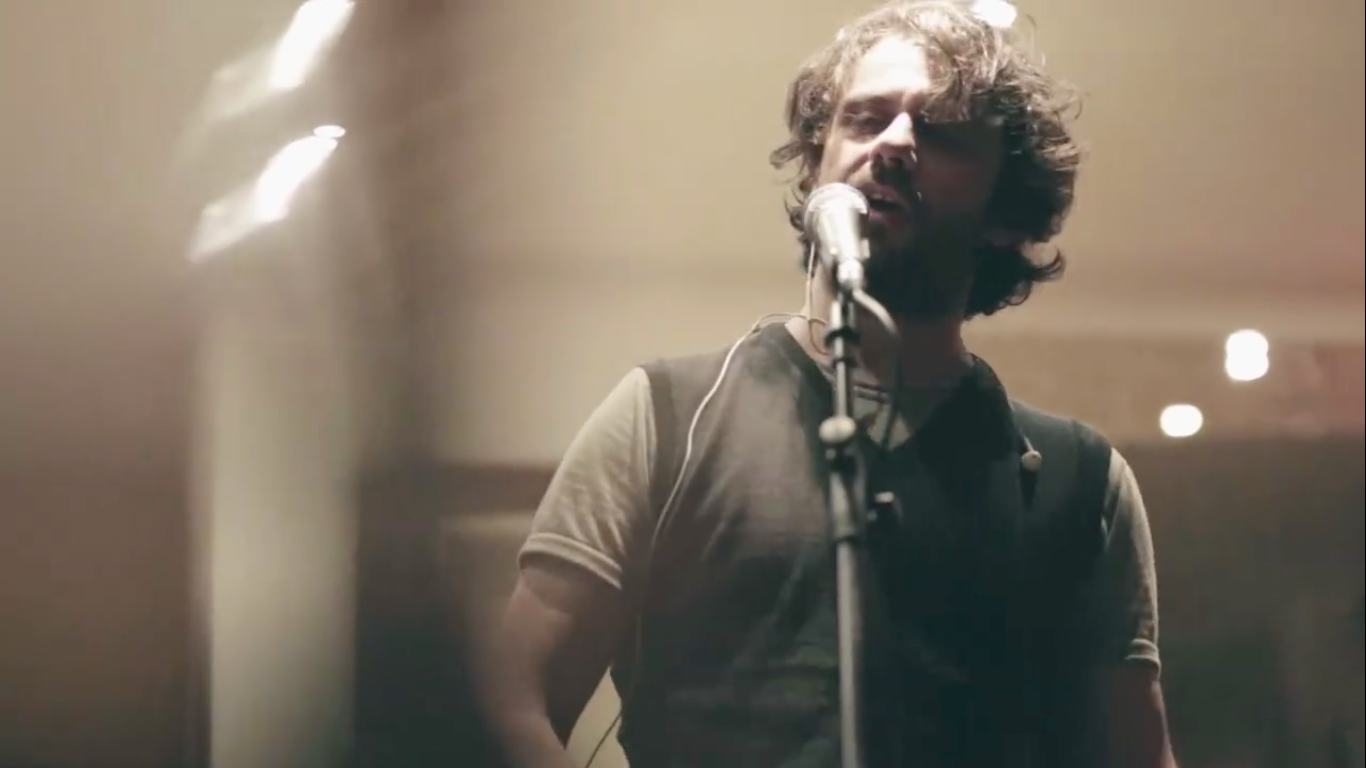
Antonio Di Rocco.

Les Matrioska sont nés en décembre 1996 de la rencontre entre Antonio Di Rocco (chant) et Matteo Spada (guitare), qui proposent immédiatement un mélange sonore de pop, rock, punk rock et ska avec des paroles en italien. Leur première cassette auto-produite Matrioska e la Buz band devient rapidement introuvable, tout comme le CD single suivant Can che abba divora. En 1998, leur chanson Scusacara est incluse dans la compilation Italian Ska Invasion publiée par Lilium Produzioni et distribuée par Sony BMG aux côtés de groupes phares du genre tels que Persiana Jones, Klasse Kriminale, Stiliti, Shandon, Vallanzaska, les Fahrenheit 451 et bien d'autres. Au cours de cette première période, il y a de nombreux concerts, qui en 1999 atteignent déjà 200 dates à travers l'Italie. En mai de la même année, le premier album intitulé Passi se è la prassi sort chez Riot Records, attirant l'attention des critiques et entrant dans le classement Borsa Indies du mensuel Musica e dischi. La chanson Veritiero Giovatta est ensuite incluse dans la compilation Rumore Di Fondo (The Ultimate Punk Experience) par Decibel Records.
En mars 2000, Matrioska participe à l'émission de radio Patchanka sur Radio Popolare et à la tournée Canzoni e cicogne, en tant qu'invités de l'auteur-compositeur-interprète Roberto Vecchioni, et sont plus tard produits par le label Sonora. À la fin de l'année, lors d'une représentation sur la Piazza Duomo à Milan, Antonio Di Rocco se produit en duo avec Dario Fo.
En 2016, le single Occhi Mossi sort en numérique, anticipant l'album homonyme sorti en mai de la même année, qui est suivi par le clip de Storia di una storia mai nata en 2017. 14 Gradi est le nouveau single de 2018. Un clip vidéo en est tiré, anticipant la sortie de l'album Bugie, sorti le 4 mai de la même année et présenté le soir suivant à l'Alcatraz de Milan. En novembre 2019, sort Profumo, une chanson au son typique de Matrioska, équilibrée entre mélodies des années 60 et paroles faussement romantiques. Un clip vidéo est réalisé, entièrement tourné dans la ville de Cesenatico.
En 2020, la pandémie de Covid-19 contraint les Italiens à un confinement national. Matrioska en profite pour une nouvelle production : chaque membre du groupe s'engage à enregistrer ses parties avec le matériel audio disponible. C'est ainsi que naît la chanson Specchio, sortie début août. En 2022, l'EP Lo fanno est produit.

## Membres
- Antonio Di Rocco - voix
- Luca Nobile - batterie, production, mixage
- Witmer Cislaghi - clavier
- Simone Francioni - basse
- Giuseppe Bonomo - guitare
- Lorenzo Rocculi - trombone
- Tommaso Scarpellini - trompette

## Discographie

### Albums studio
- 1997 : Matrioska e la Buz band (cassette démo)
- 1999 : Passi Se è la prassi
- 2001 : Stralunatica
- 2002 : La domenica mattina
- 2004 : La Prima volta
- 2006 : Lo Strano effetto che fa (live)
- 2013 : Cemento
- 2015 : Il Bootleg (live)
- 2016 : Occhi mossi
- 2018 : Bugie
- 2022 : Lo fanno

### Singles
- 1998 ; Can che abbaia divora
- 2007 : Cielo di settembre
- 2011 : Per 2 persone
- 2011 : Qualcosa dovrà pur succedere
- 2012 : Come mi vuoi
- 2016 : Occhi Mossi
- 2017 : Storia di una storia mai nata
- 2018 : 14 gradi
- 2019 : Profumo
- 2020 : Specchio